# Saison 2012-2013 de la LCHF
Saison précédente Saison suivante
La saison 2012-2013 est la sixième saison de la Ligue canadienne de hockey féminin (LCHF). La saison régulière voit cinq équipes jouer 24 parties. Les Blades de Boston terminent premières de la saison régulière pour la première fois de leur histoire. Elles confirment ensuite en remportant la Coupe Clarkson, s'imposant en finale 5-2 face aux Stars de Montréal.

## Saison régulière
| Clt   | Équipe              | PJ | V  | D  | DP | DF | BP  | BC | Diff | Pts |
| ----- | ------------------- | -- | -- | -- | -- | -- | --- | -- | ---- | --- |
| +001, | Blades de Boston    | 24 | 19 | 4  | 0  | 1  | 72  | 39 | +33  | 39  |
| +002, | Stars de Montréal   | 24 | 18 | 5  | 0  | 1  | 105 | 58 | +47  | 37  |
| +003, | Thunder de Brampton | 24 | 10 | 12 | 1  | 1  | 71  | 83 | -12  | 22  |
| +004, | Furies de Toronto   | 24 | 10 | 13 | 1  | 0  | 60  | 72 | -12  | 21  |
| +005, | Alberta             | 24 | 3  | 21 | 0  | 0  | 30  | 86 | -56  | 6   |

- En gras : vainqueur de la saison régulière, qualifié pour la Coupe Clarkson
- En italique : qualifié pour la Coupe Clarkson

### Statistiques

#### Meilleures pointeuses
| Joueuse                | Équipe              | PJ | B  | A  | Pts | +/- | Pun |
| ---------------------- | ------------------- | -- | -- | -- | --- | --- | --- |
| Meghan Agosta-Marciano | Stars de Montréal   | 22 | 15 | 29 | 44  | +24 | 12  |
| Ann-Sophie Bettez      | Stars de Montréal   | 22 | 17 | 15 | 32  | +29 | 4   |
| Hilary Knight          | Blades de Boston    | 24 | 17 | 15 | 32  | +22 | 10  |
| Jayna Hefford          | Thunder de Brampton | 21 | 16 | 12 | 28  | +15 | 18  |
| Emmanuelle Blais       | Stars de Montréal   | 21 | 11 | 13 | 24  | +14 | 18  |
| Caroline Ouellette     | Stars de Montréal   | 22 | 11 | 13 | 24  | +14 | 14  |
| Gillian Apps           | Thunder de Brampton | 23 | 12 | 10 | 22  | +10 | 53  |
| Natalie Spooner        | Furies de Toronto   | 22 | 13 | 8  | 21  | +8  | 6   |
| Haley Irwin            | Stars de Montréal   | 19 | 10 | 11 | 21  | +12 | 31  |
| Laura McIntosh (en)    | Thunder de Brampton | 24 | 5  | 16 | 21  | +10 | 22  |

#### Meilleures gardiennes
Ci-après les meilleures gardiennes de la saison régulière ayant joué au moins 420 minutes .
| Gardienne             | Équipe(s)           | PJ | V  | D | Pr. | Min | BC | Moy  | %Arr | Bl |
| --------------------- | ------------------- | -- | -- | - | --- | --- | -- | ---- | ---- | -- |
| Geneviève Lacasse     | Blades de Boston    | 14 | 13 | 1 | 0   | 840 | 17 | 1,21 | 92,5 | 3  |
| Molly Schaus          | Blades de Boston    | 10 | 6  | 3 | 1   | 605 | 21 | 2,08 | 88,8 | 1  |
| Charline Labonté      | Stars de Montréal   | 14 | 10 | 3 | 1   | 849 | 31 | 2,19 | 91,4 | 1  |
| Florence Schelling    | Thunder de Brampton | 15 | 7  | 7 | 1   | 866 | 36 | 2,49 | 90,5 | 4  |
| Kathy Desjardins (en) | Inferno de Calgary  | 13 | 2  | 9 | 0   | 719 | 38 | 3,17 | 73,6 | 0  |

## Récompenses
Le Gala des récompenses a lieu le 21 mars 2013 à Markham, dans la province de l'Ontario.

### Trophées
| Trophée                                             | Vainqueur                                  |
| --------------------------------------------------- | ------------------------------------------ |
| Trophée Angela James Meilleur pointeur de la saison | Meghan Agosta-Marciano (Stars de Montréal) |
| Meilleure joueuse                                   | Hilary Knight (Blades de Boston)           |
| Gardienne de l'année                                | Geneviève Lacasse (Blades de Boston)       |
| Défenseur de l'année                                | Catherine Ward (Stars de Montréal)         |
| Attaquante de l'année                               | Hilary Knight (Blades de Boston)           |
| Recrue de l'année                                   | Ann-Sophie Bettez (Stars de Montréal)      |
| Entraîneur de l'année                               | Digit Murphy (Blades de Boston)            |
| Prix humanitaire                                    | Samantha Holmes-Domagala                   |

### Équipes d'étoiles
| Position         | Joueuse            | Équipe            |
| ---------------- | ------------------ | ----------------- |
| Gardienne de but | Geneviève Lacasse  | Blades de Boston  |
| Défenseure       | Gigi Marvin        | Blades de Boston  |
| Défenseure       | Catherine Ward     | Stars de Montréal |
| Attaquante       | Hilary Knight      | Blades de Boston  |
| Attaquante       | Meghan Agosta      | Stars de Montréal |
| Attaquante       | Caroline Ouellette | Stars de Montréal |

| Position         | Joueuse          | Équipe              |
| ---------------- | ---------------- | ------------------- |
| Gardienne de but | Charline Labonté | Stars de Montréal   |
| Défenseure       | Kacey Bellamy    | Blades de Boston    |
| Défenseure       | Tessa Bonhomme   | Furies de Toronto   |
| Attaquante       | Jayna Hefford    | Thunder de Brampton |
| Attaquante       | Rebecca Johnston | Furies de Toronto   |
| Attaquante       | Meghan Duggan    | Blades de Boston    |

| Position         | Joueuse           | Équipe            |
| ---------------- | ----------------- | ----------------- |
| Gardienne de but | Geneviève Lacasse | Blades de Boston  |
| Défenseure       | Tara Watchorn     | Alberta           |
| Défenseure       | Anne Schleper     | Blades de Boston  |
| Attaquante       | Hilary Knight     | Blades de Boston  |
| Attaquante       | Ann-Sophie Bettez | Stars de Montréal |
| Attaquante       | Rebecca Johnston  | Blades de Boston  |

## Coupe Clarkson
Le tournoi de la Coupe Clarkson se déroule du 20 au 23 mars 2013 au Centennial Centre de Markham, dans la province de l'Ontario. Quatre équipes y prennent part, les Blades de Boston, les Stars de Montréal, le Thunder de Brampton et les Furies de Toronto.

### Tour préliminaire
| Clt   | Équipe              | PJ | V | D | DP | DF | BP | BC | Diff | Pts |
| ----- | ------------------- | -- | - | - | -- | -- | -- | -- | ---- | --- |
| +001, | Stars de Montréal   | 3  | 3 | 0 | 0  | 0  | 8  | 0  | +8   | 6   |
| +002, | Blades de Boston    | 3  | 2 | 0 | 1  | 0  | 5  | 3  | +2   | 5   |
| +003, | Furies de Toronto   | 3  | 1 | 2 | 0  | 0  | 6  | 8  | -2   | 2   |
| +004, | Thunder de Brampton | 3  | 0 | 2 | 1  | 0  | 3  | 11 | -8   | 1   |

- En italique : qualifié pour la finale de la Coupe Clarkson

### Finale
| 23 mars 2013 | Montréal | 2-5 (0-1, 2-2, 0-2) | Boston | Centennial Centre, Markham 1 200 spectateurs |

| Feuille de match | Feuille de match                                                              | Feuille de match            | Feuille de match | Feuille de match                                                                                   |
| ---------------- | ----------------------------------------------------------------------------- | --------------------------- | --- | -------------------------------------------------------------------------------------------------- |
|                  | - Agosta-Marciano (Chu) — 23 min 47 s Thibault (Ouellette, Blais, 28) — 9 s - | 0-1 0-2 1-2 2-2 2-3 2-4 2-5 | Schoullis (Bellamy, Naslund) — 10 min 18 s (SN) Schoullis (Bellamy) — 23 min 15 s (SN) - Steadman (Cahow) — 31 min 9 s (SN) Steadman (Bellamy, Schleper) — 57 min 6 s (SN) Steadman — 59 min 4 s (SN + CV) | Arbitrage : Geneviève Bordeleau Heather Richardson Juges de ligne : Vanessa Stratton Vanessa Morin |
| Charline Labonté | Gardiens                                                                      | Geneviève Lacasse           | | Arbitrage : Geneviève Bordeleau Heather Richardson Juges de ligne : Vanessa Stratton Vanessa Morin |
| 18 min           | Pénalités                                                                     | 14 min                      | | Arbitrage : Geneviève Bordeleau Heather Richardson Juges de ligne : Vanessa Stratton Vanessa Morin |
| 42               | Tirs                                                                          | 34                          | | Arbitrage : Geneviève Bordeleau Heather Richardson Juges de ligne : Vanessa Stratton Vanessa Morin |

### Statistiques

#### Meilleures pointeuses
| Joueuse              | Équipe            | PJ | B | A | Pts | +/- | Pun |
| -------------------- | ----------------- | -- | - | - | --- | --- | --- |
| Hilary Knight        | Blades de Boston  | 4  | 1 | 4 | 5   | +1  | 0   |
| Kate Buesser (en)    | Blades de Boston  | 4  | 3 | 1 | 4   | +1  | 2   |
| Catherine Ward       | Stars de Montréal | 4  | 0 | 4 | 4   | +4  | 6   |
| Kelley Steadman (en) | Blades de Boston  | 4  | 3 | 0 | 3   | 0   | 12  |
| Natalie Spooner      | Furies de Toronto | 3  | 2 | 1 | 3   | 0   | 2   |

#### Meilleures gardiennes
Ci-après les meilleures gardiennes du tournoi ayant joué au moins 60 minutes .
| Gardienne         | Équipe(s)         | PJ | V | D | Pr. | Min | BC | Moy  | %Arr | Bl |
| ----------------- | ----------------- | -- | - | - | --- | --- | -- | ---- | ---- | -- |
| Jenny Lavigne     | Stars de Montréal | 1  | 1 | 0 | 0   | 63  | 0  | 0,00 | 100  | 1  |
| Geneviève Lacasse | Blades de Boston  | 2  | 2 | 0 | 0   | 120 | 2  | 1,00 | 97,2 | 1  |
| Charline Labonté  | Stars de Montréal | 3  | 2 | 1 | 0   | 180 | 4  | 1,34 | 94,9 | 2  |

### Récompenses
| Trophée              | Vainqueur                              |
| -------------------- | -------------------------------------- |
| Meilleure joueuse    | Catherine Ward (Stars de Montréal)     |
| Meilleure gardienne  | Geneviève Lacasse (Blades de Boston)   |
| Meilleure défenseure | Catherine Ward (Stars de Montréal)     |
| Meilleure attaquante | Sarah Vaillancourt (Stars de Montréal) |

| Position         | Joueuse            | Équipe            |
| ---------------- | ------------------ | ----------------- |
| Gardienne de but | Geneviève Lacasse  | Blades de Boston  |
| Défenseure       | Catherine Ward     | Stars de Montréal |
| Défenseure       | Gigi Marvin        | Blades de Boston  |
| Attaquante       | Sarah Vaillancourt | Stars de Montréal |
| Attaquante       | Haley Irwin        | Stars de Montréal |
| Attaquante       | Kate Buesser       | Blades de Boston  |

## Effectif champion
L'effectif des Blades déclaré champion de la Coupe Clarkson est le suivant  :
- Gardiennes de but : Geneviève Lacasse, Molly Schaus
- Défenseures : Kacey Bellamy, Caitlin Cahow, Cherie Hendrickson, Gigi Marvin, Anne Schleper, Lindsay Berman, Kasey Boucher, Molly Engstrom
- Attaquantes : Kate Buesser, Meghan Duggan, Hilary Knight, Jessica Koizumi, Kateřina Mrázová, Whitney Naslund, Jennifer Schoullis, Kelley Steadman, Kelli Stack, Holly Lorms, Anya Packer, Karen Thatcher